# Necturus
Necturus é um género de salamandras aquáticas endémicas do Este dos Estados Unidos da América. A espécie Necturus maculosus é provavelmente a mais conhecida do grupo.

## Espécies
- Necturus maculosus (Rafinesque, 1818)
  - Necturus (maculosus) louisianensis (Viosca, 1938)
- Necturus alabamensis Viosca, 1937
- Necturus beyeri Viosca, 1937
- Necturus lewisi (Brimley, 1924)
- Necturus punctatus (Gibbes, 1850)

## Taxonomia
As relações entre as espécies ainda estão a ser estudadas. Recentemente, N. louisianensis foi elevada ao estatuto de espécie, depois de ter sido considerada uma subespécie de N. maculosus. Contudo, nem todos os herpetólogos concordam com esta mudança.